# Vara (commune d'Estonie)
Pour les articles homonymes, voir Vara.
Vara (en estonien : Vara vald) est une municipalité rurale de la région de Tartu en Estonie. Elle s'étend sur 333,81 km2. 

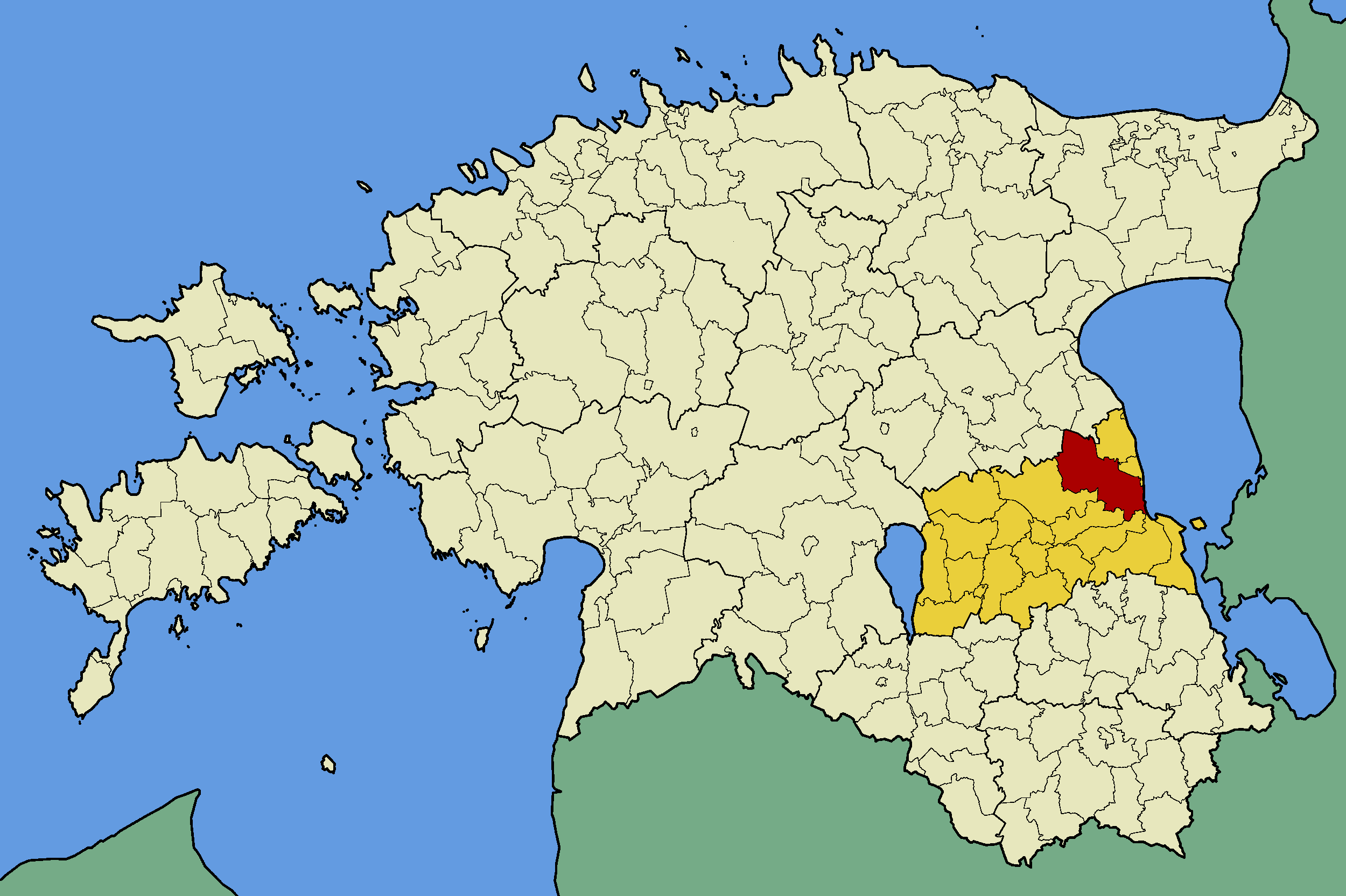
Commune de Vara (en rouge) dans le Comté de Tartu (en jaune).

Sa population est de 1 857 habitants au 1er janvier 2012.

## Municipalité
La commune regroupe 28 villages :

### Villages
Alajõe - Kargaja - Kauda - Keressaare - Koosa - Koosalaane - Kusma - Kuusiku - Matjama - Meoma - Metsakivi - Mustametsa - Papiaru - Pilpaküla - Praaga - Põdra - Põldmaa - Põrgu - Rehemetsa - Selgise - Sookalduse - Särgla - Tähemaa - Undi - Vanaussaia - Vara - Välgi - Ätte